# Malířská paleta

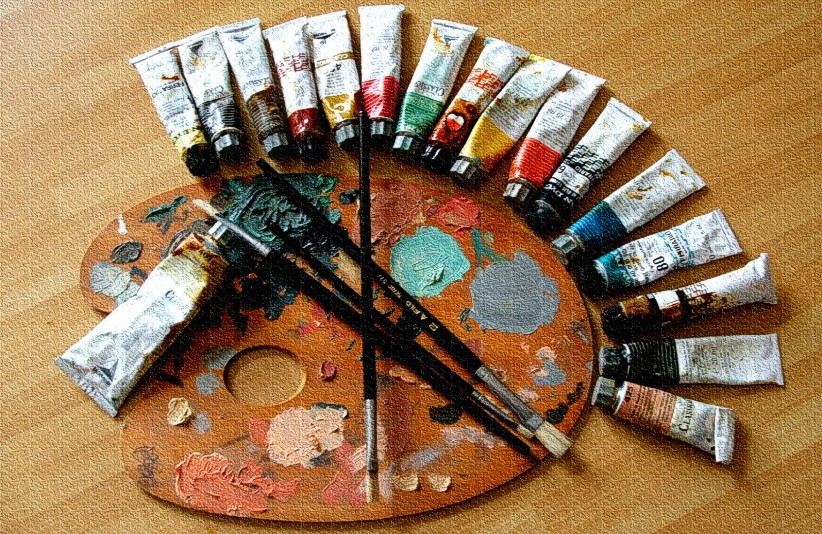
Malířská paleta

Malířská paleta je jednoduchá manuální pomůcka, která slouží malířům při malování obrazů. Obvykle se jedná o tvarovanou dřevěnou desku bez ostrých hran, která slouží k roztírání a tónování barev pomocí štětce. Malíř při práci pak obvykle v jedné ruce drží štětec, kterým maluje obraz, v druhé ruce drží malířskou paletu s barvami.